# Derek Richardson (Schiedsrichter)
Derek Richardson (* 3. Februar 1962 in Brooklyn, New York City, New York) ist ein US-amerikanischer Schiedsrichter im Basketball, der seit dem Jahr 1995 in der NBA tätig ist. Er trägt die Uniform mit der Nummer 63.

## Karriere

### Continental Basketball Association
Vor dem Einstieg in die NBA arbeitete er für acht Jahre als Schiedsrichter in der Continental Basketball Association.

### National Basketball Association
Richardson begann im Jahr 1995 seine NBA-Schiedsrichterlaufbahn beim Spiel der Los Angeles Lakers gegen die Denver Nuggets.